# Луций Лициний Мурена (претор 88 пр.н.е.)
Луций Лициний Мурена (на латински: Lucius Licinius Murena) е политик на Римската република, води война против Митридат VI.

## Биография
Произлиза от фамилията Лицинии, клон Мурена. Син е на Публий Лициний Мурена (претор) и брат на Публий Луциний Мурена Младши (учен).
През 88 пр.н.е. Мурена става претор и служи при Сула в Гърция. Участва в битката при Херонея (86 пр.н.е.) против генерала Архелай на Митридат VI от Понт.
Мурена придружава Сула в Троада в Мала Азия през 84 пр.н.е. Той става като пропретор управител на римската провинция Азия. Поема двата легиона на Фимбрия. През Втората Митридатова война Мурена е легат и се бие при Халис. През 81 пр.н.е. той има победа заедно с Авъл Габиний и се връща в Рим.
Мурена е баща на Луций Лициний Мурена (консул 62 пр.н.е.).